# Якуниха (Харовский район)
Якуниха — деревня в Харовском районе Вологодской области.
Входит в состав Ильинского сельского поселения, с точки зрения административно-территориального деления — в Ильинский сельсовет.
По переписи 2002 года население — 3 человека.